# Hammasjärvi (sjö i Joensuu, Norra Karelen)
Hammasjärvi är en sjö i kommunen Joensuu i landskapet Norra Karelen i Finland. Sjön ligger 100,7 meter över havet. Den är 18,84 meter djup. Arean är 81 hektar och strandlinjen är 7,59 kilometer lång. Sjön  ingår i Vuoksens huvudavrinningsområde.   Den ligger omkring 19 kilometer sydöst om Joensuu och omkring 370 kilometer nordöst om Helsingfors. 